# Poromitra capito
Poromitra capito är en fiskart som beskrevs av Goode och Bean, 1883. Poromitra capito ingår i släktet Poromitra och familjen Melamphaidae. Inga underarter finns listade i Catalogue of Life.